# Кристоф Делфикус фон Дона
Кристоф Делфикус фон Дона (на немски: Christoph Delphicus Burggraf und Graf zu Dohna; * 4 юни 1628, Делфт, Нидерландия; † 21 май 1668, Лондон) е бургграф и граф на Дона, 1. граф на Карвинден (в Източна Прусия), граф Дона, шведски генерал, фелдмаршал и дипломат. Той основава шведската линия на род фон Дона.

## Биография
Той е четвъртият син на граф и бургграф Кристоф II фон Дона (1583 – 1637) и съпругата му графиня Урсула фон Золмс-Браунфелс (1594 – 1657), дъщеря на граф Йохан Албрехт I фон Золмс-Браунфелс (1563 – 1623) и графиня Агнес фон Сайн-Витгенщайн (1568 – 1617). Внук е на бургграф и граф Ахац I фон Дона-Карвинден-Лаук (1533 – 1601). Брат е на Фридрих фон Дона (1621 – 1688), Кристиан Албрехт фон Дона (1621 – 1677), и на Хайнрих (1624 – 1643, убит в битка при Нотингхам). Негова братовчедка е курфюрстка Луиза Хенриета фон Бранденбург-Оранска.
Кристоф Делфикус фон Дона започва шведска служба и през 1651 г. става главен камерхер на кралица Кристина. От 1653 г. е полковник на тело-хранителната гвардия, от 1654 генерал-майор на инфантерията и полковник на рицарите на конницата в Херцогство Бремен, 1658 – вицегубернатор на Бремен и Ферден, 1659 – генерал на инфантерията. През 1666 г. командва шведския лагер пред Бремен и става фелдмаршал. Една година по-късно, през 1667, е извънреден посланик на „мирния конгрес в Бреда“, а на 23 януари 1668 г. подписва в Хага известния съюз „Трипел-Алианц“ („виж:“ Деволюционна война).
Умира на 21 май 1668 г. в Лондон на 39 години и е погребан първо в църквата „Свети Николай“ (Сторкиркан) в Стокхолм и преди 1674 г. в катедралата на Упсала в Швеция.

## Фамилия
Кристоф Делфикус фон Дона се жени на 8 август 1658 г. във Визмар, Мекленбург-Предна Померания, и официално същата година в Олденслое близо до Любек, за графиня Анна Оксенстиерна от Васа (* 4 май 1620, Мьорби, Стокхолм; † 10 август 1690, Стокхолм или в Нойклостер, Северозападен Мекленбург, Мекленбург-Предна Померания, погребана в катедралата на Упсала), дъщеря на адмирал Габриел Бенгтсон Оксенстиерна, граф Оксенстиерна на Корсхолм-Васа (1586 – 1656) и Анна Густавсдотер Банер (1585 – 1656). Те имат децата:
- Шарлота Елеонора фон Дона (* 23 юни 1660, Стокхолм; † 25 ноември 1735, Стокхолм), омъжена на 25 януари 1693 г. в Стокхолм за граф Густав Мауриц Левенхаупт цу Разеборг-Фалкеншайн (1651 – 1700)
- Амалия Луиза фон Дона-Карвинден (* между 20 и 30 юли 1661, Стокхолм; † 2 април 1724, Кьонигсберг), омъжена на 10 септември 1684 г. в Нойклостер, Визмар, за Александер фон Дона-Шлобитен (1661 – 1728), пруски генерал-фелдмаршал, син на чичо ѝ Фридрих фон Дона (1621 – 1688)
- Фридрих Кристоф фон Дона-Карвинден (* 7 януари 1664, Карвинден; † 20 юли 1727, Визмар), бургграф и граф на Дона-Карвинден, пруски и шведски генерал-лейтенант и дипломат, женен I. на 15 март 1685 г. в Женева за Луиза Антоанета фон Дона-Шлобитен (1660 – 1716), дъщеря на чичо му Фридрих фон Дона (1621 – 1688), II. 1717 г. за графиня Елеонора Елизабет Оксернстиерна-Кронеборг (1674 – 1736)